# کایسین
کایسین (به لاتین: Kaysyn) یک منطقهٔ مسکونی در روسیه است که در جمهوری آلتای واقع شده‌است.